# McFarland, USA
McFarland, USA è un film del 2015 diretto da Niki Caro, basato su una storia vera.

## Trama
1987. Jim White è un allenatore di football che viene licenziato e si trasferisce a  McFarland con la moglie e le due figlie per insegnare in un liceo composto da studenti prevalentemente latinoamericani, molti dei quali lavorano nei campi. Dopo iniziali e reciproche diffidenze, e dopo avere scoperto che alcuni degli studenti sono corridori dotati, White organizza una squadra di corsa campestre formata da sette ragazzi con scarse prospettive di vita: intende farli partecipare al primo campionato di corsa campestre in California. Oltre che dalle loro doti fisiche, White rimane impressionato anche dal potere delle relazioni famigliari, dall'incrollabile sostegno reciproco e dalla loro etica del lavoro.
Inizialmente la squadra dovrà affrontare molte difficoltà, ma con grinta e determinazione White riuscirà a mettere in piedi una grande squadra di corridori, oltre a creare un intenso legame. Nel tempo Jim e la sua famiglia si rendono conto di aver finalmente trovato un posto da chiamare casa, e sia lui che la sua squadra riescono a raggiungere il proprio sogno americano. La squadra riuscirà a ottenere uno straordinario successo, vincendo 9 titoli nazionali in 14 anni. I membri della squadra riescono a sfuggire alla povertà e a essere i primi nelle loro famiglie ad andare all'università o a intraprendere carriere militari, continuando a praticare lo sport anche da adulti.

## Distribuzione
Il film è stato distribuito nelle sale cinematografiche statunitensi il 20 febbraio 2015. In Italia è stato trasmesso per la prima volta il 21 agosto 2015 su Sky Cinema Uno HD.

## Riconoscimenti
- 2015 - Teen Choice Awards[2]
  - Candidatura per il miglior film drammatico e film sportivo